# ローズカップ
ローズカップ(ROSECUP)は、株式会社イマリが販売している生理用品。初の国産月経カップであり、2017年7月から販売を開始している。「月経用カップ」の特許第6337310号（2018年6月6日発行）取得。

## 商品の特徴
- 全ての生産工程を日本国内の工場で作成している。
- 欧米で使用されている月経カップより一回り小さく成形されている。
- 経血の漏れを防ぐ為にカップ上部に返しがついている。羽には経血を捨てるための切れ込みもある。
- カップ内部にメモリがあり、経血量を把握できるようになっている。
- 医療グレードシリコン製。

## 製品ラインナップ
現在カラーバリエーションとしてピンクとクリアの2色を販売している。